# كوه سفيد (قرية الخير)
كوه سفيد (بالفارسية: کوه سفید) هي قرية تقع في إيران في البلدة المركزية. يقدر عدد سكانها بـ 420 نسمة بحسب إحصاء 2016.